# Prostaglandin H2
Prostaglandin H2 (PGH2) ist ein Zwischenprodukt der Prostaglandin-Synthese in Wirbeltieren. Es wird durch die Cyclooxygenasen in zwei Schritten aus Arachidonsäure biosynthetisch gebildet. PGH2 stimuliert Entzündungsreaktionen und regelt die Sekretion von Magensaft. Die Acetylsalicylsäure erzielt ihre Wirkung, indem sie die Cyclooxygenasen hemmt. Dabei acetyliert Acetylsalicylsäure das Ser530 der Prostaglandin-H-Synthase und versperrt somit den Kanal, so dass die Arachidonsäure von der Membran nicht mehr ins aktive Zentrum des Enzyms kommen kann.
Prostaglandin H2 ist Ausgangssubstanz für weitere Hormone: Prostaglandin I2, Prostaglandin E2, Prostaglandin D2 und Prostaglandin F2 sowie Thromboxan A2.